# Бежтинці
Бежтинці (самоназва «бежкьас» — від «бежкьа» — «на загоні») — цезький народ.

## Розселення та чисельність
Чисельність в Дагестані — 6184 ос. (за переписом 2002 року) або близько 8280 осіб за оцінкою на 2009 рік.
Етнічна територія бежтинців знаходиться в західному високогірному Дагестані (Бежтинська ділянка), їхні поселення розташовані по лівих притоках річки Аварське Койсу, в місцевості Великого Кавказу та Богоського хребта. На південному заході їхніми сусідами є цези, гунзибці та гинухці, на півдні — цези, на сході — аварці.
Основні бежтинські села: Бежта, Хашархота, Тлядал та навколишні хутори. Частина бежтинців з XVI—XVII століть мешкає в Грузії (в селі Чантліскурі в сусідньому прикордонному Кварельському районі — до 850 осіб, оцінка 2009 р.); в радянський період інша частина переселилася на Кумицьку рівнину — в Бабаюртовський (поселення Качалай, Караузек, Ахайотар, Ачі-Чунгур та Каратюбе) і Кізлярський (поселення Зарічне, Рибалко, Вперед) райони Дагестану. Незначна кількість проживає серед інших аваро-андо-цезьких народів, а також в містах республіки.

## Антропологічний тип
Бежтинці належать до кавкасіонського типу балкано-кавказької раси великої європеоїдної раси.

## Мова
Розмовляють бежтинською мовою, яка належить до цезької підгрупи аваро-андо-цезької групи нахсько-дагестанської гілки північнокавказької сім'ї мов.
Також поширені російська, аварська та грузинська мови.